# بالون (آردن)
بالون (به فرانسوی: Balan) یک کمون (فرانسه) در فرانسه است که در canton of Sedan-Est واقع شده‌است. بالون ۴٫۶۵ کیلومتر مربع مساحت دارد ۱۵۸ متر بالاتر از سطح دریا واقع شده‌است.